# Nagyszékely, Tolna
Nagyszékely  este un sat în districtul Tamás, județul Tolna, Ungaria, având o populație de 421 de locuitori (2011). 

## Demografie
Componența etnică a satului Nagyszékely
     Maghiari (97,98%)
     Români (1,01%)
     Germani (1,01%)
Componența confesională a satului Nagyszékely
     Fără religie (33,02%)
     Reformați (19,48%)
     Necunoscută (47,51%)
     Alte religii (1,9%)
Conform recensământului din 2011, satul Nagyszékely avea 421 de locuitori. Din punct de vedere etnic, majoritatea locuitorilor (97,98%) erau maghiari, existând și minorități de români (1,01%) și germani (1,01%). Nu există o religie majoritară, locuitorii fiind persoane fără religie (33,02%) și reformați (19,48%). Pentru 47,51% din locuitori nu este cunoscută apartenența confesională.